# Achille Starace

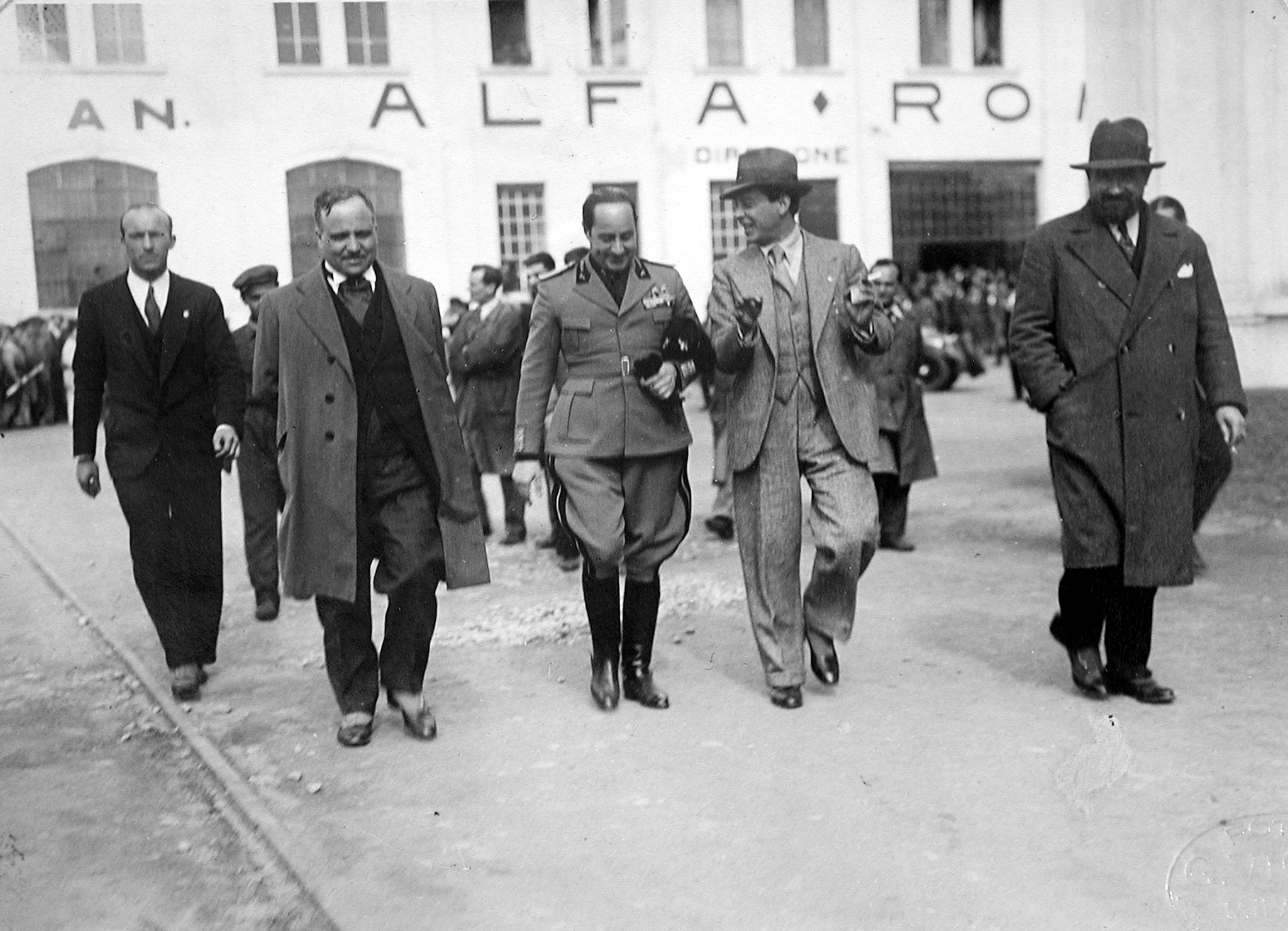
Starace (Mitte) beim Besuch einer Alfa-Romeo-Fabrik, um 1930

Achille Starace (* 18. August 1889 in Sannicola; † 29. April 1945 in Mailand) war ein italienischer faschistischer Politiker. Von 1931 bis 1939 war er Parteisekretär der Partito Nazionale Fascista (PNF).

## Leben
Achille Starace besuchte in Lecce das Technische Institut und schloss eine Ausbildung als Buchhalter ab. Im Jahr 1909 kam er zur italienischen Armee und wurde 1912 Leutnant. Während des Ersten Weltkrieges erhielt er als Frontkämpfer bei den Bersaglieri hohe Auszeichnungen.
Unmittelbar nach dem Krieg erhielt er von Benito Mussolini den Auftrag, im Nordosten Italiens zusammen mit Roberto Farinacci den Faschismus aufzubauen. 1920 trat er der faschistischen Partei (PNF) bei, baute in Trient eine Ortsgruppe auf und organisierte die faschistischen Eingreiftruppen Fasci di combattimento in der Provinz Bozen, die am 24. April 1921 an den gewaltsamen Ausschreitungen am sogenannten Bozner Blutsonntag beteiligt waren. Im Oktober 1921 wurde er stellvertretender Parteisekretär des PNF und nahm 1922 am Marsch auf Rom teil. Im selben Jahr wurde er zum Parteiinspektor von Sizilien ernannt. 1924 wurde er ins italienische Abgeordnetenhaus gewählt.
1928 wurde er zum Parteisekretär der Mailänder Abteilung des PNF ernannt und wurde schließlich 1931 Parteisekretär des PNF. Diese Position erreichte er durch seine unbedingte Gefolgschaft für Mussolini. Als Parteisekretär organisierte er gewaltige Umzüge und Märsche, schlug rassistische Maßnahmen vor und verbreitete weitgehend den Personenkult um Mussolini. Zahlreiche Riten des Faschismus gehen auf seine Initiative zurück. 1933 wurde er Nachfolger von Leandro Arpinati als Präsident des Comitato Olimpico Nazionale Italiano, nachdem er den parteiinternen Widersacher Arpinati zuvor ausgeschaltet hatte. In diese Zeit fallen die größten Triumphe des italienischen Sports (Sieg bei der Fußball-Weltmeisterschaft 1934, 2. Platz bei den Olympischen Sommerspielen 1932 etc.). Hierdurch gelang es Starace, die Mitgliederzahl der faschistischen Partei zu erhöhen. Sowohl die Verbindung von Parteijugend und Staatsjugend in der Balilla als auch die staatliche Förderung des Sports dienten als Vorbilder des Nationalsozialistischen Deutschlands. Er blieb acht Jahre Parteisekretär – länger als jeder seiner Vorgänger, machte sich aber seit der Mitte der 1930er Jahre zahlreiche Feinde in der faschistischen Partei.
1935 legte Starace seine Funktion als Parteisekretär nieder, um am Überfall auf Abessinien teilzunehmen. Im Oktober 1939 wurde er endgültig als Parteisekretär zugunsten von Ettore Muti abgesetzt und zum Chef des Stabes der paramilitärischen Milizia Volontaria per la Sicurezza Nazionale ernannt. Nach den ernüchternden Ergebnissen im Griechenlandfeldzug wurde er im Mai 1941 von seiner Aufgabe enthoben und Enzo Emilio Galbiati als sein Nachfolger bestimmt.
Nach dem Sturz Mussolinis 1943 wurde Starace von der Regierung Badoglio festgenommen, obwohl er bereits seit zwei Jahren keinen realen Machteinfluss mehr hatte. Nachdem er vergebens versucht hatte, Mussolinis Unterstützung während der Zeit der faschistischen Sozialrepublik (RSI) wiederzuerlangen, wurde er in Verona in einem faschistischen Konzentrationslager inhaftiert. Man warf ihm die Schwächung der Partei während seiner Zeit als Parteisekretär vor. Er wurde schließlich freigelassen und ging nach Mailand, wo er im April 1945 erkannt und von Partisanen gefangen genommen wurde. Am 29. April wurde Starace zum Piazzale Loreto in Mailand geführt und erschossen, an dem Ort, an dem der tote Mussolini aufgehängt worden war.
Starace war Träger des Großkreuzes des Deutschen Adlerordens.